# Teruel (cràter)
Teruel és un cràter de l'asteroide del cinturó principal (253) Mathilde, situat amb el sistema de coordenades planetocèntriques a -28.1 ° de latitud nord i 142.7 ° de longitud est. Fa un diàmetre de 7.6 km. El nom va ser fet oficial per la UAI l'any 2000 i fa referència a Terol, conca de carbó d'Espanya.